# 카론 (신화)

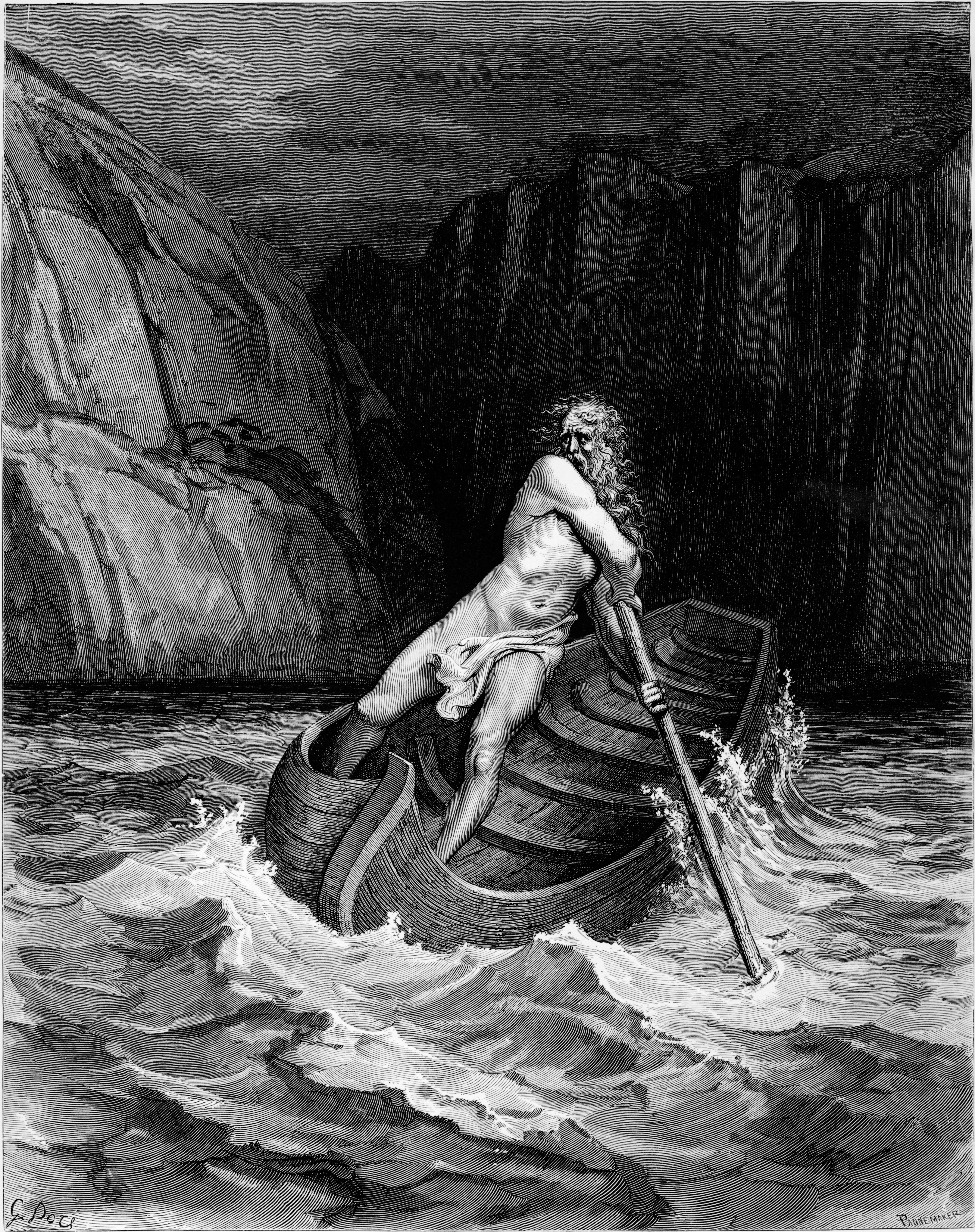
카론

카론(Charon)은 그리스 신화에 등장하는 인물로, 플루토 신이 지배하는 명계의 스틱스 강 또는 그 지류 아케론 강의 나루터를 지키며 망자를 강 건너편 저승으로 건네주는 뱃사공이다. 어둠의 신 에레보스와 밤의 여신 닉스 사이에서 태어난 아들이다. 배삯을 내는 사람만 배에 태워주는 습관이 있기 때문에 고대 그리스에서는 매장을 할 때 1 오보로스 동전을 망자의 입에 물려주는 관습이 있었다.

## 그리스 신화
거문고자리 신화에서, 오르페우스가 죽은 아내 에우리디케를 되찿으러 저승에 가기 위해 카론에게 그의 노래를 들려주자 배삯을 내지 않고 하데스에게 간 이야기가 있다. 그리고 프시케가 아프로디테의 명으로 저승에 가서 아름다움이 담긴 상자를 찾기 위해 2 오보로스짜리 동전과 빵 두 개로 매수한 이야기가 있다.

## 같이 보기
- 마난난 막 리르